# Lygodactylus klemmeri
Lygodactylus klemmeri är en ödleart som beskrevs av  Pasteur 1965. Lygodactylus klemmeri ingår i släktet Lygodactylus och familjen geckoödlor. IUCN kategoriserar arten globalt som nära hotad. Inga underarter finns listade i Catalogue of Life.